# Karl Meyer (kemiker)
 Der er flere personer med dette navn, se Karl Meyer.
Karl Martin Meyer (født 9. november 1862 i København, død 20. maj 1935 sammesteds) var en dansk kemiker, bror til Jacob Frederik, Leopold og Emil Meyer.
Meyer blev student i 1879 fra Mariboes Skole og fik derefter polyteknisk eksamen i anvendt naturvidenskab i 1884. Samme år blev han ansat ved bryggeriet Gamle Carlsberg. I 1885 var han kemiker på Assens Sukkerfabrik, og i 1886 blev han ansat på Hansen's Osteløbefabrik i København. I 1887 blev han bestyrer af en trikotagefabrik i Göteborg, og året efter blev han forstander for driftslaboratoriet på Tuborgs fabrikker ved København.
I 1889 oprettede han i forening med cand. polyt. Detlefsen Detlefsen og Meyer’s analytisk-kemiske Laboratorium i København, hvor han arbejdede frem til 1914. Tillige var han fra 1894 medlem af Patentkommissionen og fra 1911 af Industrirådet. Af hans litterære produktion kan det af ham udgivne Vareleksikon (1907, 2. udgave 1909), De forenede Bryggerier 1891—1916 og Karl Meyers Konversationsleksikon (4 bind, 1920-21) nævnes.
Han blev Ridder af Dannebrogordenen i 1919, Dannebrogsmand i 1928 og Kommandør af 2. grad i 1934.
Meyer er begravet på Bispebjerg Kirkegård.